# Bouchaïb El Ahrach
 (juin 2012).
Si vous disposez d'ouvrages ou d'articles de référence ou si vous connaissez des sites web de qualité traitant du thème abordé ici, merci de compléter l'article en donnant les références utiles à sa vérifiabilité et en les liant à la section « Notes et références ».
Bouchaïb El Ahrach, né le 5 septembre 1972 à Tétouan, est un arbitre marocain de football.

## Biographie
Bouchaïb El Ahrach arbitre essentiellement au sein du championnat du Maroc. Arbitre de la FIFA depuis 2008, il officie en Coupe d'Afrique des nations de football ; en 2010, il arbitre la demi-finale entre le Nigeria et l'Égypte. Actuellement, El Ahrach est considéré comme le meilleur arbitre marocain.

## Carrière
- Coupe d'Afrique des nations de football 2010 dont la demi-finale Nigeria-Égypte

- Qualifications à la Coupe d'Afrique des nations de football 2012 dont le match Tunisie-Togo

- Trophée des champions 2011 entre l'Olympique de Marseille et le LOSC Lille Métropole, disputé au Grand Stade de Tanger au Maroc.

- Championnat du Maroc en 2000, 2001, 2002, 2003, 2004, 2005, 2006, 2010 et 2011 (602 matchs arbitrés).

- Coupe du Trône en 2005, 2006, 2007, 2008 et 2009 (201 matchs arbitrés).

### Distinctions
- Meilleur arbitre marocain en 2010
- Meilleur arbitre africain à la FIFA
- Meilleur arbitre dans le Championnat du Maroc.